# Eudiocrinus ornatus
Eudiocrinus ornatus is een haarster uit de familie Eudiocrinidae.
De wetenschappelijke naam van de soort werd in 1909 gepubliceerd door Austin Hobart Clark.